# أشفغ الخطاط
عمر الخطاط بن محمد بن عمر بن أوبك المعروف أيضا (آبيه) 

## حياته
عالم ومؤلف موريتاني درس العلوم الشرعية واللغوية علي عدة علماء من بينهم العلامة الجليل انجبنان (من أهل أشفغ حيبلله)، وشيخ الشيوخ الفاللي الحسني والشيخ سيدالمختار الكًنتي، والشيخ سيداحمد لحبيب الفلالي (نسبة إلى فلالة في جنوب المغرب حاليا)، وعدة علماء آخرين. انخرط الشيخ آبيه في طلب العلم حتي فاق رفاقه وتميز عنهم في التحصيل، وأصبح أحد أبرز علماء بلاد شنقيط، حيث يعتبر عصره بداية الثورة العلمية في بلاد شنقيط والتي بلا شك هو أحد روادها، وصارت له محظرة قبلة لطالبي العلوم الشرعية واللغوية. خاصة ان اشفغ الخطاط ألف كتابا تفسيريا على مختصر خليل يسمى طرة آبيه. هو بداية فك رموز هذا الكتاب الجليل للشناقطة. ليس الولي آبيه نقطة عابرة في التاريخ الموريتاني فقد كان مثالا للعالم الذي يشكل علمه إشعاعا حضاريا وثقافيا انعكس على أبنائه وتلامذته الذين حملوا رسالته العلمية التي كانت رسالة غاية في الألق العلمي،
تخرج من محظرة أشفغ الخطاط الكثير من العلماء الذين صاروا بدورهم روادا وشيوخ محاظر من بينهم الشيوخ سيدى عبد الله بن الفاضل ووأفلواط ولد مولود وأحمد خرشي والبخارى الشريف والطالب أجود وابنه الشيخ احمد محمود ولد آبيه والفقيه «حامد ولد اعمر» والعلامة الجليل «محمد ولد محمد سالم» والعلامة الجليل «عبد الله ولد سيدي محمود».
إضافة الي علمه وورعه فان الشيخ آبيـه يعتبر من العلماء الصلحاء إذ ان له الكثير من الكرامات الالهيه الخارقة، منها على سبيل المثال قصته الشهيرة مع العالم الجليل «لمجيدري ولد حبلله اليعقوبي» أثناء سفر الأخير الي الحج ومروره بمصر.

## وفاته
توفي رحمه الله سنة 1196 هـ ودفن في موقع (آنتر) الذي يبعد 33 كم شمال بنشاب بولاية إينشيري. يتواجد أهل اشفغ الخطاط في ولاية إينشيري في مواضع «تابرنكوت» و«اغسرمت» و«لمدنة» و«اكرارت لفرص».

## مؤلفاته
- شرح على كتاب مختصر خليل بن اسحاق المالكي، المعرف محليا ب طرة آبيه